# Charlie Rich
Charlie Rich (Forrest City, 14 december 1932 - Hammond, 24 juli 1995) was een Amerikaanse countryzanger.

## Jeugd
Charlie Rich werd in zijn vroegste jeugd beïnvloed door jazz en blues. Zijn eerste band The Velvetones formeerde hij tijdens zijn United States Air Force-tijd in Oklahoma. De leadzangeres was zijn verloofde en latere echtgenote, Margaret Ann. Na zijn militaire diensttijd werkte hij voor Judd Phillips, de broer van Sun Records-eigenaar Sam Phillips, die de jonge muzikant uitnodigde om enkele demotapes te produceren, die echter geen bijval oogstten. Ze waren voor commercieel gebruik te jazz-georiënteerd. Rich kreeg een paar oude rock-'n-roll- en countrysingles mee op de terugweg en werd uitgenodigd om ook zoiets te schrijven, hetgeen hem ook lukte. Enkele van zijn songs werden door prominente sterren als Jerry Lee Lewis en Johnny Cash vertolkt.
Vanaf 1958 begon Rich zelf singles op te nemen, die bij Phillips International, een sublabel van Sun Records verschenen. Na twee succesloze singles in 1958 en 1959 lukte het om met Lonely Weekends de 22e plaats te bereiken van de Amerikaanse singlehitlijst. De volgende platen flopten opnieuw, waarna hij in 1963 wisselde naar Groove Records, een dochtermaatschappij van RCA Records. Uit deze samenwerking resulteerde zijn bekendste song Big Boss Man. In 1965 tekende Rich een platencontract bij Smash Records, een dochterlabel van Mercury Records en had daar zijn eerste hit met Mohair Sam (21e plaats). Maar dit bescheiden succes kreeg geen vervolg. Hij wisselde opnieuw van label, nam in 1966 en 1967 in totaal drie singles voor Hi Records op en belandde uiteindelijk bij Epic Records, waar Billy Sherrill zich over hem ontfermde.
Bij Epic Records werden enkele opvallende platen geproduceerd. De doorbraak kwam in 1973 met Behind Closed Doors, die de toppositie van de countryhitlijst innam, met goud werd onderscheiden en zelfs doordrong tot de pop-top 20. Het gelijknamige album werd met 4-voudig platina onderscheiden. Rich kreeg in 1974 een Grammy Award voor de song als «Best Male Country Vocal Performance». Overtroffen werd dit succes met de daarop volgende single The Most Beautiful Girl, die wereldwijd hoog scoorde, een Gouden Plaat kreeg en een klassieker werd. In 1974 zong Rich de titelsong I Feel Love uit de film Benji, die werd genomineerd voor een Oscar.
Zijn successen bleven duren tot het midden van de jaren 1970, tot Rich bij de uitreiking van de CMA Awards de «Entertainer of the Year» moest presenteren. Stomdronken stak hij voor lopende camera's de envelop met de naam van de winnaar John Denver in brand. Charlie Rich was verleden tijd. Maar het lukte hem om twee jaar later een comeback te maken en hij plaatste zich meermaals in de hitlijst. Zijn laatste nummer 1-hit On My Knees, produceerde hij in 1978 samen met Janie Fricke. Aan het begin van de jaren 1980 beëindigde hij zijn carrière. Hij was met zijn met hese stem ten gehore gebrachte countryballaden een decennium succesvol.

## Overlijden
Charlie Rich overleed in 1995 op 62-jarige leeftijd aan een longembolie.

## Discografie

### Singles
- 1958: Whirlwind
- 1959: Rebound
- 1960: On My Knees
- 1960: Gonna Be Waitin’
- 1960: Lonely Weekends
- 1961: Just a Little Bit Sweet
- 1961: Who Will the Next Fool Be
- 1962: There's Another Place I Can't Go
- 1962: Sittin' and Thinkin’
- 1963: Let Me Go My Merry Way
- 1963: She Loved Everybody but Me
- 1964: Nice and Easy
- 1964: My Mountain Dew
- 1964: Why, Oh Why
- 1965: I Can't Go On
- 1965: Mohair Sam
- 1966: Nobody's Lonesome for Me
- 1966: Hawg Jaw
- 1966: Love Is After Me
- 1968: Set Me Free
- 1970: Nice 'n' Easy
- 1970: July 12, 1939
- 1971: A Woman Left Lonely
- 1972: I Take It on Home
- 1973: A Sunday Kind of Woman
- 1973: The Ways of a Woman in Love
- 1973: Behind Closed Doors
- 1973: The Most Beautiful Girl
- 1974: There Won't Be Anymore
- 1974: A Very Special Love Song
- 1974: I Don't See Me in Your Eyes Anymore
- 1974: I Love My Friend
- 1974: She Called Me Baby
- 1974: Sharif Dean
- 1974: Your Place Is Here with Me (EP)
- 1975: It's All Over Now
- 1975: All Over Me
- 1975: You and I
- 1975: I've Got You Under My Skin
- 1975: We Love Each Other
- 1975: My Elusive Dreams
- 1975: Every Time You Touch Me (I Get High)
- 1976: Since I Fell for You
- 1976: America, the Beautiful (1976)
- 1976: Why Don't We Go Somewhere and Love
- 1976: The Grass Is Always Greener
- 1977: Rollin' with the Flow
- 1977: Easy Look
- 1977: On My Knees (met Janie Fricke)
- 1977: Spanish Eyes
- 1977: Beautiful Woman
- 1977: Even a Fool Would Let Go
- 1978: I'll Wake You Up When I Get Home
- 1978: The Fool Strikes Again
- 1978: Puttin' Overtime at Home
- 1978: I Lost My Head
- 1978: She Knows Just How to Touch Me
- 1979: Life Goes On
- 1979: You're Gonna Love Yourself in the Morning
- 1980: A Man Just Don't Know What a Woman Goes Through
- 1982: As Time Goes By (met Ray Conniff)

### Albums
- 1960: Lonely Weekends
- 1964: Charlie Rich
- 1965: The Many New Sides of Charlie Rich
- 1966: The Best Years
- 1967: Charlie Rich Sings Country & Western
- 1968: Set Me Free
- 1969: The Fabulous Charlie Rich
- 1970: Boss Man
- 1970: A Time for Tears
- 1970: She Loved Everybody but Me
- 1973: Tomorrow Night
- 1974: The Memphis Sound
- 1974: Behind Closed Doors
- 1974: There Won't Be Anymore
- 1974: Very Special Love Songs
- 1974: She Called Me Baby
- 1974: Charlie Rich Sings the Songs of Hank Williams & Others
- 1975: The Silver Fox
- 1975: Every Time You Touch Me (I Get High)
- 1976: Silver Linings
- 1977: Rollin' with the Flow
- 1977: Take Me
- 1977: So Lonesome I Could Cry
- 1978: I Still Believe in Love
- 1978: The Fool Strikes Again
- 1979: Trio + (met Jerry Lee Lewis en Carl Perkins)
- 1979: Nobody but You

### Compilaties
- 1966: Big Boss Man!
- 1969: Lonely Weekends
- 1969: A Lonely Weekend with Charlie Rich
- 1973: I Do My Swingin’ at Home
- 1973: Charlie Rich
- 1974: The Best of Charlie Rich
- 1974: There Won’t Be Anymore
- 1974: Lonely Weekends
- 1974: Fully Realized
- 1974: The Greatest!
- 1974: Sun’s Best of Charlie Rich
- 1974: The Early Years
- 1974: Golden Treasures
- 1975: Greatest Hits Volume 1 (met Jerry Lee Lewis en Johnny Cash)
- 1975: Too Many Teardrops
- 1975: The Entertainer
- 1976: Greatest Hits
- 1976: Greatest Hits
- 1976: Charlie Rich Favourites
- 1976: The World of Charlie Rich / Now Everybody Knows
- 1977: The Rich Collection
- 1977: Big Boss Man / My Mountain Dew
- 1977: The Sun Story Vol. 2
- 1978: Classic Rich
- 1978: The Original Charlie Rich
- 1978: The Most Beautiful Girl
- 1978: Classic Rich Vol. 2
- 1981: Country Music
- 1985: At the Country Store
- 1985: Original Hits and Midnight Demos (2 lp's)
- 1986: Don’t Put No Headstone on My Grave
- 1988: I’ll Shed No Tears – The Best of the Hi Recordings
- 1992: The Complete Smash Sessions
- 1993: Greatest Hits
- 1993: Gold
- 1997: The Very Best of Charlie Rich
- 1997: Feel Like Going Home: The Essential Charlie Rich (2 cd's)
- 1998: Lonely Weekends: The Sun Years 1958-1962 (box met 3 cd's)
- 1999: The Best of Charlie Rich
- 1999: Groove Recordings
- 1999: 16 Biggest Hits
- 2000: Love Songs
- 2001: The Sun Years
- 2004: That’s Rich
- 2005: Set Me Free / The Fabulous Charlie Rich (The Epic Recordings)
- 2009: The Complete Sun Masters (box met 3 cd's)
- 2009: Charlie Rocks

### NPO Radio 2 Top 2000
| Nummer met noteringen in de NPO Radio 2 Top 2000 | '99  | '00 | '01  | '02 | '03  | '04  | '05  |
| ------------------------------------------------ | ---- | --- | ---- | --- | ---- | ---- | ---- |
| The most beautiful girl                          | 1350 | -   | 1839 | -   | 1984 | 1864 | 1962 |

1. ↑  Een '-' betekent dat het nummer niet was genoteerd en een vetgedrukt getal geeft de hoogste notering aan.
2. ↑  Deze tabel is bijgewerkt tot en met de meest recente editie (2024).

- Bibsys: 4000275
- Biblioteca Nacional de España: XX1087796
- Bibliothèque nationale de France: cb13898988g (data)
- Gemeinsame Normdatei: 134496639
- International Standard Name Identifier: 0000 0000 7139 4642
- Library of Congress Control Number: n87136204
- MusicBrainz: 9fb7fe77-4e8b-4cbd-ba8f-84bcd80a24bc
- Nationale Bibliotheek van Tsjechië: xx0246923
- Nationale bibliotheek van Australië: 40678970
- Nationale en Universitaire bibliotheek Zagreb: 000691711
- Nederlandse Thesaurus van Auteursnamen: 07363445X
- SNAC: w6vr8g6p
- Trove: 1448896
- Virtual International Authority File: 19866715
- WorldCat: E39PBJm4VR7v6Br9yTrDpj8Bfq